# Lachnaea pudens
Lachnaea pudens är en tibastväxtart som beskrevs av J.B.P. Beyers. Lachnaea pudens ingår i släktet Lachnaea och familjen tibastväxter. Inga underarter finns listade i Catalogue of Life.